# Cák
Cák (Duits: Zackenbach) is een plaats (község) en gemeente in het Hongaarse comitaat Vas. Cák telt 267 inwoners (2001).

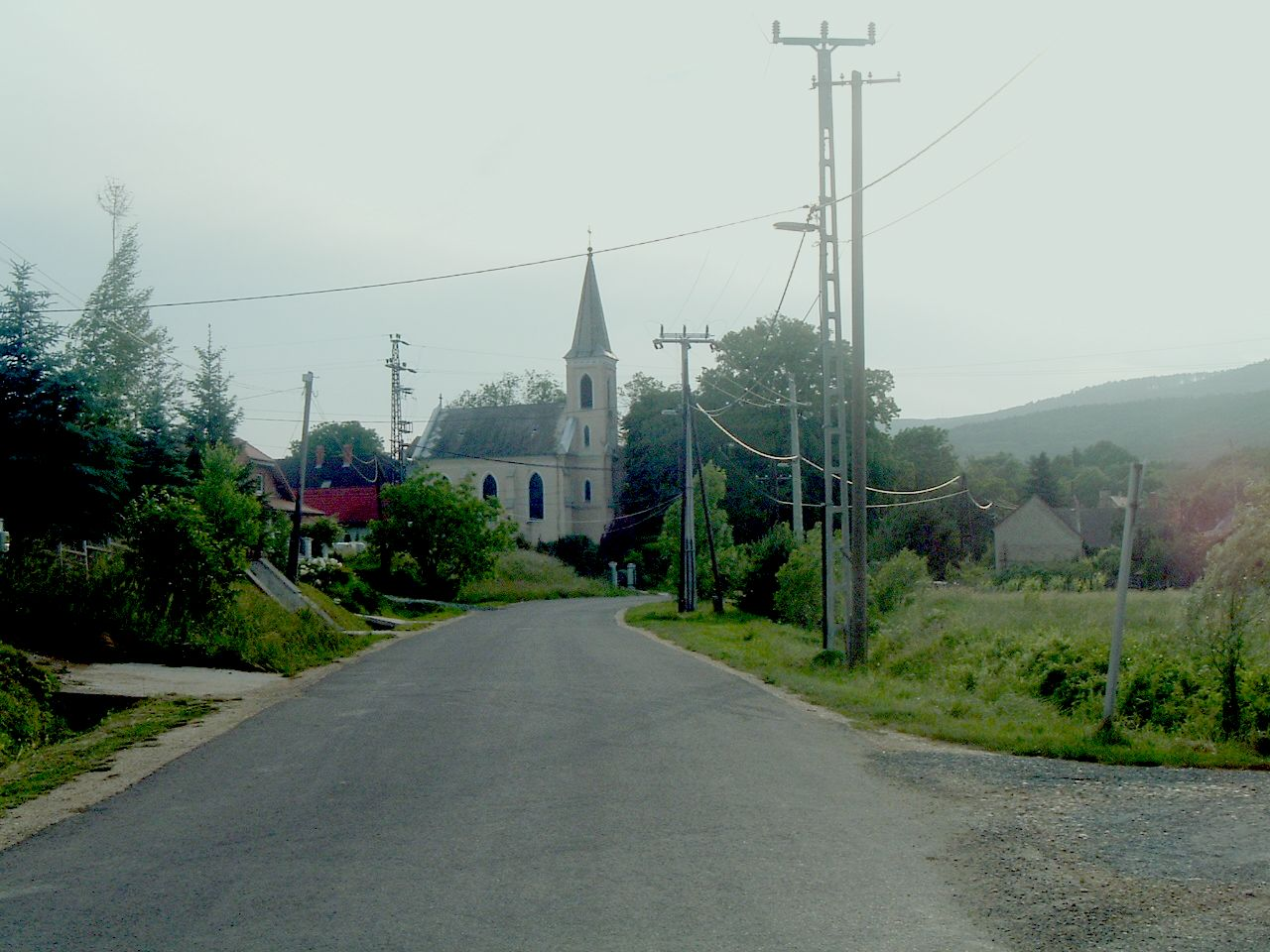
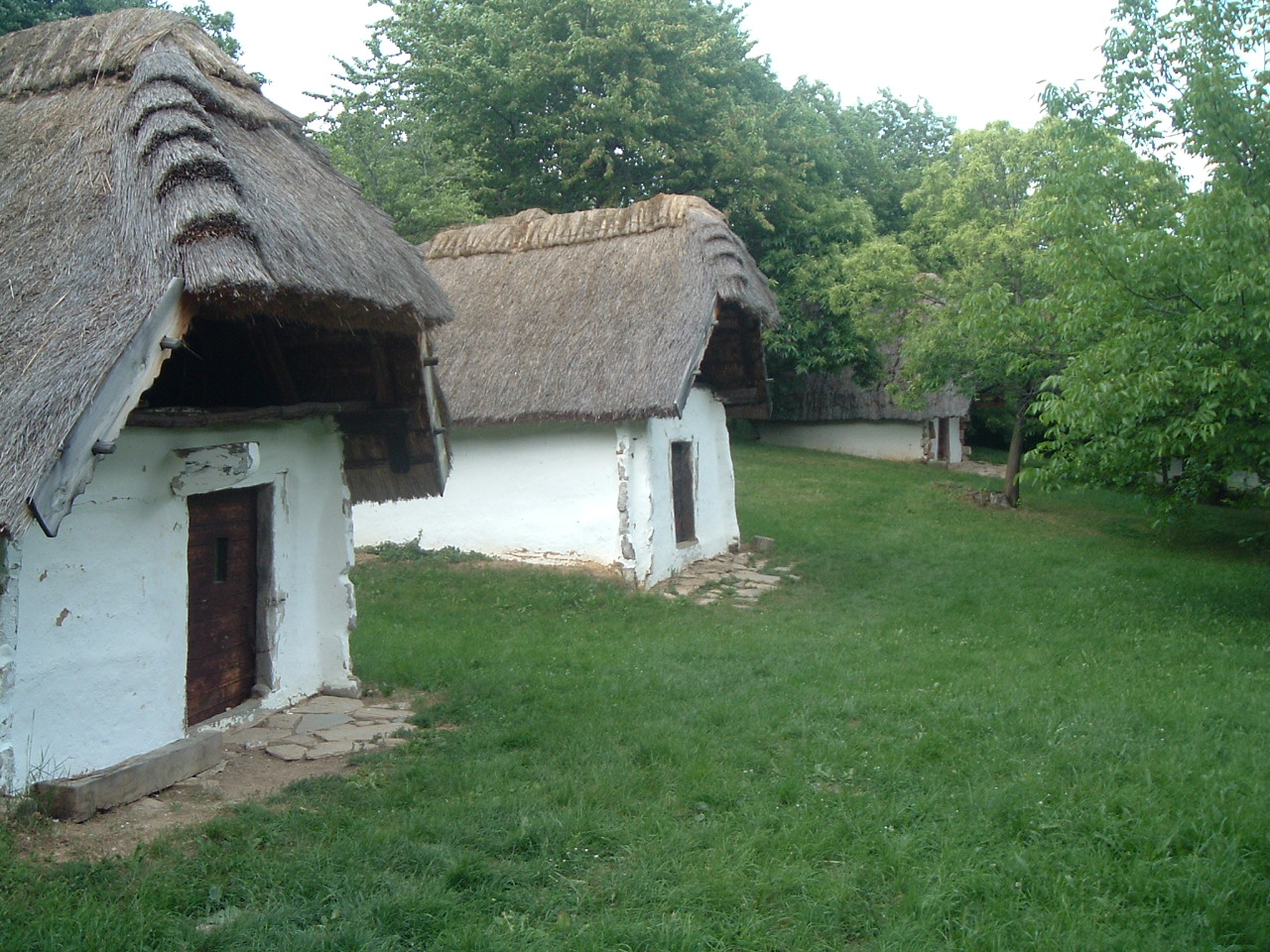
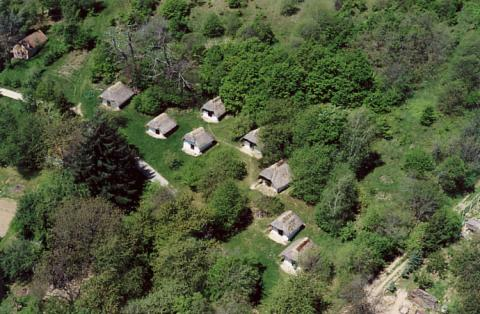
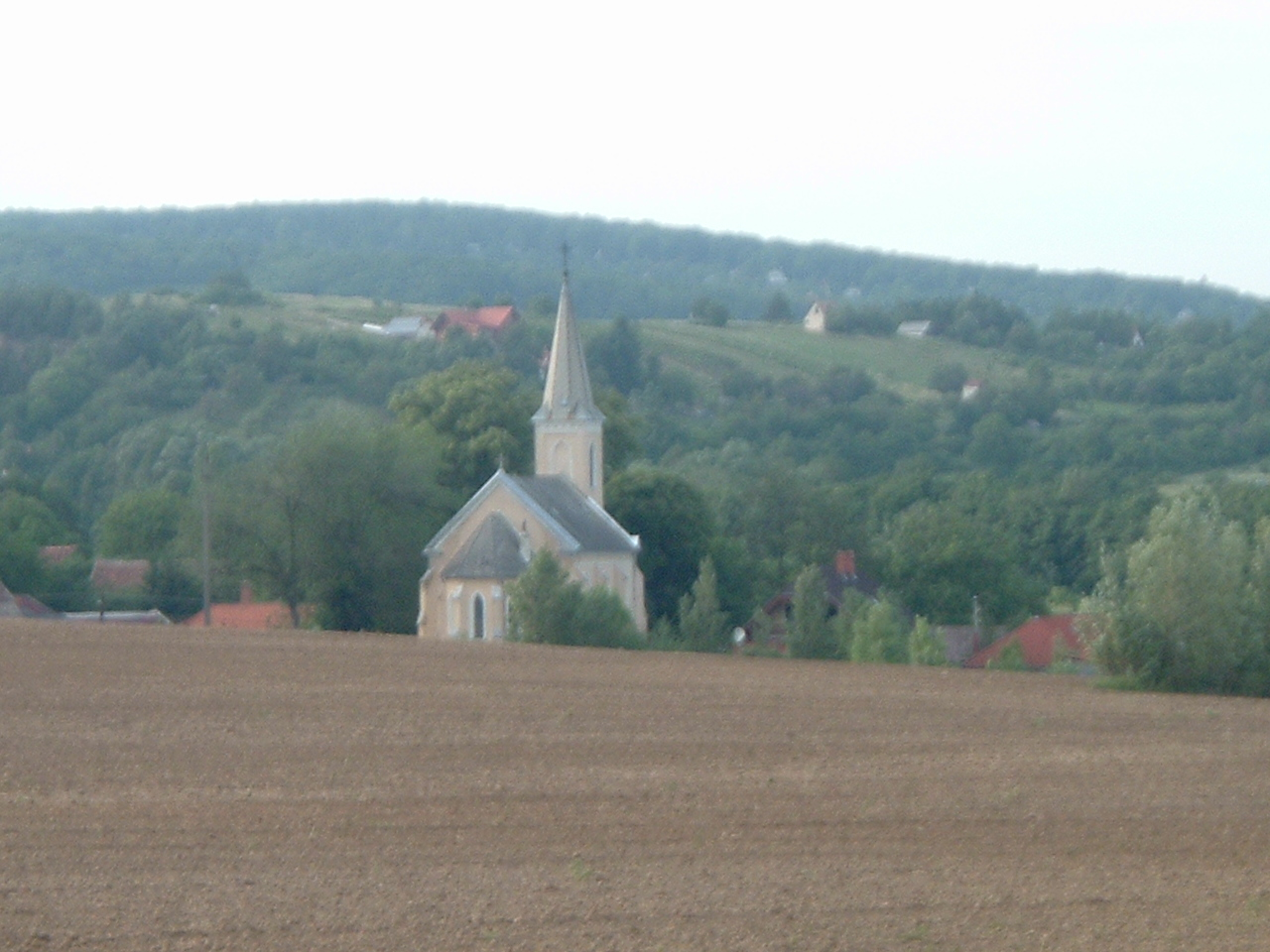